# Armorial de Zurich
 (mai 2024).
Si vous disposez d'ouvrages ou d'articles de référence ou si vous connaissez des sites web de qualité traitant du thème abordé ici, merci de compléter l'article en donnant les références utiles à sa vérifiabilité et en les liant à la section « Notes et références ».
L'Armorial de Zurich (allemand : Zürcher Wappenrolle) est un recueil d'armoiries réalisé vers 1340, vraisemblablement dans ce qui est aujourd'hui l'est de la Suisse (dans ou près de l'actuel canton de Saint-Gall) ; il est maintenant conservé au Musée national suisse à Zurich.

## Informations sur le parchemin
Le document appartenait au naturaliste et historien zurichois Johann Jakob Scheuchzer (1672–1733). Son histoire antérieure est inconnue. Il a été donné à la bibliothèque de la ville de Zurich par le neveu de Scheuchzer en 1750.
Le Zürcher Wappenrolle est l'une des plus anciennes et importantes collections d'armoiries de la petite noblesse du Saint-Empire romain germanique. Son focus géographique inclut la grande Souabe, y compris la région du lac de Constance, la Suisse alémanique, l'Alsace et le Bade.
Il se composait de quatre bandes de parchemin de 12,5 cm de large, avec une longueur totale de quatre mètres. L'une des quatre parties a été perdue ; sur les trois bandes de parchemin survivantes, un total de 559 armoiries et 28 drapeaux d'évêchés sont représentés. 108 armoiries supplémentaires figurant sur la partie perdue subsistent dans des copies manuscrites, dont une dans la bibliothèque des comtes de Königsegg-Aulendorf (en) et une réalisée par Hans Conrad Bernhauser (1698–1761) conservée à la Bibliothèque centrale de Zurich.